# Leandro González Pírez
Leandro Martín González Pírez (Buenos Aires, 26 de febrero de 1992) es un futbolista argentino. Juega como defensor en Estudiantes de La Plata de la Primera División de Argentina.

## Trayectoria

### River Plate
Debutó de manera oficial en la séptima fecha del Clausura 2011 ante Newell's Old Boys, ingresando por Erik Lamela.
A principios de octubre de 2011 firmó un contrato por cuatro años con una cláusula de rescisión de €15.000.000. Anotó su primer gol de forma oficial contra Racing Club en la victoria 2:0 de su equipo correspondiente por la octava fecha del Torneo Final 2012.

### KAA Gent
A comienzos de julio de 2013 fue traspasado al KAA Gent en calidad de préstamo por un año por la suma de 100.000€ con una opción de compra de 1.200.000 USD por el 50% del pase.

### Arsenal de Sarandí
El 8 de febrero de 2014 fue cedido a Arsenal en calidad de préstamo.

### Tigre
Al no ser tenido en cuenta por el director técnico de River Plate, Marcelo Gallardo, buscando tener minutos en cancha y con el pase libre, firma el día 5 de enero de 2015 contrato anual con Tigre, de la Primera División de Argentina. Se convirtió en figura indiscutida de la cancha, ganándose rápidamente el apoyo de la afición.

### Estudiantes de La Plata
Otra vez con pase libre y tras ser pretendido por clubes como Boca Juniors y San Lorenzo de Almagro, el 15 de enero de 2016 terminó arreglando con Estudiantes de La Plata, firmando un contrato por tres años y medio.

### Atlanta United
El 26 de febrero de 2017, González fichó por el Atlanta United. Anotó su primer gol para Atlanta el 10 de septiembre de 2017 en la victoria por 3-0 sobre el FC Dallas en el Mercedes-Benz Stadium.

### Club Tijuana
El 10 de enero de 2020 se hizo oficial su traspaso al Club Tijuana de México.

## Selección nacional
González Pirez formó parte de la selección argentina Sub-17 tanto en el Sudamericano Sub-17 de 2009 como en el Mundial Sub-17 de 2009. En ambos torneos logró marcar un gol. Previo al Mundial Sub-17, Sergio Batista lo citó para jugar con la selección sub-21 el Torneo Esperanzas de Toulon de 2009.
Fue convocado como sparring por el entrenador de la selección sub-20 de Argentina como apoyo del trabajo táctico que tuvo la selección de fútbol de Argentina de Diego Maradona en el Mundial de Sudáfrica 2010. El 4 de enero de 2011 fue incluido en la lista final que afrontó el Sudamericano Sub-20 de 2011.

### Participaciones con la selección
| Torneo                                | Sede     | Resultado        |
| ------------------------------------- | -------- | ---------------- |
| Sudamericano Sub-17 de 2009           | Chile    | Subcampeón       |
| Torneo Esperanzas de Toulon de 2009   | Francia  | Tercer puesto    |
| Copa Mundial de Fútbol Sub-17 de 2009 | Nigeria  | Octavos de final |
| Sudamericano Sub-20 de 2011           | Perú     | Tercer puesto    |
| Copa Mundial de Fútbol Sub-20 de 2011 | Colombia | Cuartos de final |
| Juegos Panamericanos de 2011          | México   | Medalla de Plata |

## Estadísticas
| River Plate Argentina |               |               |     |    |    |    |    |   |   |     |     |    |
| 1.ª | 2010-11       | 5             | 0   | 0  | 0  | –  | –  | – | – | 5   | 0   |    |
| 2.ª | 2011-12       | 9             | 0   | 5  | 0  | –  | –  | – | – | 14  | 0   |    |
| 1.ª | 2012-13       | 24            | 1   | 0  | 0  | –  | –  | – | – | 24  | 1   |    |
| 1.ª | 2022          | 11            | 1   | 10 | 0  | 0  | 0  | – | – | 21  | 1   |    |
| 1.ª | 2023          | 20            | 1   | 11 | 1  | 5  | 0  | – | – | 36  | 2   |    |
| 1.ª | 2024          | 17            | 1   | 15 | 1  | 8  | 0  | – | – | 40  | 2   |    |
| 1.ª | 2025          | 2             | 0   | 1  | 1  | 1  | 0  | – | – | 4   | 1   |    |
| Total club | Total club    | 88            | 4   | 42 | 3  | 14 | 0  | 0 | 0 | 144 | 7   |    |
| K. A. A. Gent · Bélgica |               |               |     |    |    |    |    |   |   |     |     |    |
| 1.ª | 2013-14       | 7             | 0   | 1  | 0  | –  | –  | – | – | 8   | 0   |    |
| Total club | Total club    | 7             | 0   | 1  | 0  | 0  | 0  | 0 | 0 | 8   | 0   |    |
| Arsenal Argentina |               |               |     |    |    |    |    |   |   |     |     |    |
| 1.ª | 2013-14       | 13            | 0   | 0  | 0  | 5  | 0  | – | – | 18  | 0   |    |
| Total club | Total club    | 13            | 0   | 0  | 0  | 5  | 0  | 0 | 0 | 18  | 0   |    |
| Tigre Argentina |               |               |     |    |    |    |    |   |   |     |     |    |
| 1.ª | 2015          | 30            | 2   | 2  | 0  | 2  | 0  | – | – | 34  | 2   |    |
| Total club | Total club    | 30            | 2   | 2  | 0  | 2  | 0  | 0 | 0 | 34  | 2   |    |
| Estudiantes de La Plata Argentina |               |               |     |    |    |    |    |   |   |     |     |    |
| 1.ª | 2016          | 10            | 0   | –  | –  | –  | –  | – | – | 10  | 0   |    |
| 1.ª | 2016-17       | 4             | 0   | 1  | 0  | 0  | 0  | – | – | 5   | 0   |    |
| 1.ª | 2025          | 4             | 1   | –  | –  | 1  | 0  | – | – | 5   | 1   |    |
| Total club | Total club    | 18            | 1   | 1  | 0  | 1  | 0  | 0 | 0 | 20  | 1   |    |
| Atlanta United F. C. Estados Unidos |               |               |     |    |    |    |    |   |   |     |     |    |
| 1.ª | 2017          | 33            | 1   | 1  | 0  | –  | –  | – | – | 34  | 1   |    |
| 1.ª | 2018          | 37            | 1   | 2  | 0  | –  | –  | – | – | 39  | 1   |    |
| 1.ª | 2019          | 34            | 1   | 4  | 0  | 3  | 1  | 1 | 0 | 42  | 2   |    |
| Total club | Total club    | 104           | 3   | 7  | 0  | 3  | 1  | 1 | 0 | 115 | 4   |    |
| Club Tijuana · México |               |               |     |    |    |    |    |   |   |     |     |    |
| 1.ª | 2019-20       | 10            | 1   | 4  | 2  | –  | –  | – | – | 14  | 3   |    |
| Total club | Total club    | 10            | 1   | 4  | 2  | 0  | 0  | 0 | 0 | 14  | 3   |    |
| Inter Miami Estados Unidos |               |               |     |    |    |    |    |   |   |     |     |    |
| 1.ª | 2020          | 16            | 2   | 0  | 0  | –  | –  | 0 | 0 | 16  | 2   |    |
| 1.ª | 2021          | 30            | 0   | 0  | 0  | –  | –  | 0 | 0 | 30  | 0   |    |
| Total club | Total club    | 46            | 2   | 0  | 0  | 0  | 0  | 0 | 0 | 46  | 2   |    |
| Total carrera | Total carrera | Total carrera | 316 | 13 | 57 | 5  | 25 | 1 | 1 | 0   | 399 | 19 |
| (1) Incluye datos de la Copa Argentina, Copa de Bélgica y U.S. Open Cup. (2) Incluye datos de la Copa Sudamericana y Copa Libertadores. (3) Incluye datos de la Campeones Cup. |               |               |     |    |    |    |    |   |   |     |     |    |

## Palmarés

### Campeonatos nacionales
| Título              | Club                 | País           | Año     |
| ------------------- | -------------------- | -------------- | ------- |
| Primera B Nacional  | River Plate          | Argentina      | 2011-12 |
| MLS Cup             | Atlanta United F. C. | Estados Unidos | 2018    |
| U.S. Open Cup       | Atlanta United F. C. | Estados Unidos | 2019    |
| Primera División    | River Plate          | Argentina      | 2023    |
| Trofeo de Campeones | River Plate          | Argentina      | 2023    |
| Supercopa Argentina | River Plate          | Argentina      | 2023    |

### Campeonatos internacionales
| Título               | Selección        | Sede        | Año  |
| -------------------- | ---------------- | ----------- | ---- |
| Juegos Panamericanos | Argentina sub-22 | Guadalajara | 2011 |